# ソビエト連邦によるポーランド侵攻
ソビエト連邦によるポーランド侵攻（ソビエトれんぽうによるポーランドしんこう）は、宣戦布告がないまま開始された軍事作戦であった。
1939年9月17日、ソビエト連邦はポーランド東部に侵攻を開始した。これはドイツがポーランド西部に侵入してから16日後のことだった。軍事作戦はこの日から20日間続き、1939年10月6日に終結した。結果としてポーランド第二共和国の全領土が分割され、それぞれドイツとソ連に併合されることとなった。この共同したポーランド侵攻は、1939年8月23日に調印されたモロトフ＝リッベントロップ協定のもと秘密裏に両国で同意がなされていた。国土を守るポーランド軍をはるかに数で上回る赤軍は、戦略的・戦術的な欺きによってその目標を達成した。戦闘によって捕虜となったポーランド人は230,000人余りにのぼり、ソ連が新たに獲得した地域では間をおかずに大規模な迫害が始まった。1939年11月、ソビエト政府は掌握したポーランドの全地域を表面上ソ連に併合した。軍事占領下におかれた1,350万人余りのポーランド国民は、ソ連内務人民委員部（НКВД / NKVD）の秘密警察の恐怖下で行われた擬似選挙を経て、ソビエト連邦の新たな市民へとつくり変えられた。その結果として実現したのは、実力行使の合法化であった。ターゲットとなったポーランドの軍や警察、宗教における重要人物は次々と逮捕され、裁判を経ることなく処刑されていくなど、さまざまな形でソ連の抑圧的な政策がすすめられた。1939年から1941年にかけて大きく4つに時期はわかれるが、ソ連のNKVDは何十万人という人々をポーランド東部からシベリアなどの辺境へと追放した。1941年の夏までポーランド東部を占領していたソ連軍はバルバロッサ作戦の過程でドイツ軍に駆逐され、1944年夏にソ連がこの地を取り戻すまではドイツの占領下であった。ヤルタ会談での合意により、ソビエト連邦はモロトフ＝リッベントロップ協定のもと自国に分割されたポーランド第二共和国のほぼ全領土を併合することが認められ、東プロイセンの南半分とオーデル・ナイセ線の東側をドイツからポーランド人民共和国に割譲させた。ソビエト連邦は、併合した土地のほとんどをウクライナ・ソビエト社会主義共和国とベラルーシ・ソビエト社会主義共和国に組み込んだ。ヨーロッパにおいて第二次世界大戦が終結すると、ソビエト連邦は1945年8月16日に自国の傀儡政権であるポーランド国民解放委員会と新たな国境条約を結んだ。この条約は現在の国境を2国間の新しい国境線とするものであったが、例外的にベラルーシ一帯とプシェムィシル周辺のサン川東部にあたるガリツィアの一部は後にポーランドに返還された。

## 戦間期のポーランド
1919年のパリ講和会議後も、ヨーロッパでは一部の党派が領土拡張への意欲を保っていた。ユゼフ・ピウスツキはポーランドの国境を可能な限り東に広げる方策を探っていた。ポーランドを盟主とする連合国をつくることによって、将来予想されるロシアまたはドイツによる帝国主義的行動に対抗しようとしていたのである。一方その頃、ロシア内戦で優勢になりつつあったボリシェビキも、西側における共産主義運動を支援すべく、係争中の土地を目指して西進を始めていた。国境を巡る1919年の両者の小競り合いは、次第に白熱して1920年のポーランド・ソビエト戦争にまで発展した。ワルシャワの戦いでポーランドが勝利をおさめ、ソビエトは和平を求めたことで、同年の10月には休戦が成立して戦争が終わった。1921年3月18日には正式な平和協定であるリガ平和条約が締結され、問題となっていた土地はポーランドとロシアに分割された。戦間期のあいだにポーランドとソビエト連邦間の国境がおおまかに定まったのは、ソビエトがポーランドの講和全権団に対して争いの原因となった国境地帯における領土的譲歩を提案したからだった。これにより両国の国境は1772年の最初のポーランド分割以前の、ロシア帝国とポーランド・リトアニア共和国の国境に非常に近いものとなった。和平合意がなされて以降、ソビエトの指導者は世界革命という目標をほとんど放棄してしまい、その後およそ20年もの間、この理想に立ち返ることはなかった。大使会議と国際社会（リトアニアを除く）は、1923年にポーランドの東部における新しい国境を承認した。

## 前奏
侵攻の数ヶ月前にあたる1939年初頭、アドルフ・ヒトラー率いるナチス・ドイツの集中的軍事化に対抗するべく、ソビエト連邦はイギリス、フランス、ポーランド、ルーマニアと戦略的連携について交渉を開始していた。一方でソ連は平行して密かにドイツとも協議を進めていた。見込み通りに西側の民主主義国家との交渉が決裂すると、ソ連はポーランドとルーマニアは集団安全保障の枠組みの一部としてソ連軍に領土を通過する権利を与えるべきと主張しはじめた。この要求が拒絶されると、ヨシフ・スターリンははばかることなくアドルフ・ヒトラーと相互不可侵の交渉を進めるようになった。1939年8月23日に調印されたモロトフ＝リッベントロップ協定には、戦争が起こった場合にヨーロッパ北部と東部をドイツとソビエトの勢力圏で分割するという秘密の議定書が存在した。この協定の調印から1週間後の9月1日、ドイツ軍はポーランドの東、北、南から侵略を開始した。ポーランド軍は南東へと徐々に撤退し、長期の防衛戦を展開すべく用意のあったルーマニア橋頭堡を拠点に、フランスとイギリスの参戦表明と救援を待とうとした。1939年9月17日、秘密協定に従いソビエトの赤軍がポーランドの「クレスィ」（東部国境地帯）に侵攻を開始した。

### 条約の交渉
ドイツは1939年3月15日、プラハへの進軍を開始した。4月半ばには、ドイツのさらなる攻勢に対抗するための政治的・軍事的な協定について締結を目指し、ソビエト連邦、イギリス、フランスによる外交提案のやりとりが始まっていた。ポーランドはこの折衝には加わっていなかった。3国による議論は、ドイツの拡大主義が続くとして参加国同士でどこまでの保証が可能かというテーマに集中した。ソビエトはイギリスやフランスが集団安全保障条約を履行するとは信じていなかった。なぜなら両国は過去にスペイン内戦における国家主義者の台頭やチェコスロバキアの解体を防ぐことができなかったからである。さらにソ連は、ナチス・ドイツとソビエトがいつか衝突するときにもイギリスとフランスは傍観者であろうとしているという疑いを持っていた。一方でスターリンは、すでに1936年から密使を通じてナチス・ドイツと秘密協議を行っていた。ヒトラーとの交渉こそが、スターリン外交の本命だった、とロバート・グロージンは書いている。ソ連が求めているのは、勢力圏の維持に関する確かな保証以外の何者でもなく、有事の際はフィンランドからルーマニアまで緩衝地帯を広げることを主張していた。また同時に、安全保障上の脅威が発生する事態には、これらの国に立ち入る権利も求めていた。8月半ばに軍事対話が始まったが、交渉はすぐにドイツ軍の攻撃を受けた際にソ連軍がポーランドを通過できるかという問題で行きづまった。イギリスとフランスの両政府はポーランドにソ連が出した条件を呑むように圧力をかけたが、ポーランドははっきりとこれを断った。いったん赤軍が自国に立ち入ったが最後、おとなしく帰ることはないだろうと考えたのである。ソビエトはポーランドの要望を無視して、抗議があろうとも3国協定を締結してしまうことを提案したが、イギリスがそれを拒否した。そんなことをすれば、ポーランドはドイツとより強力な2国関係を築くだろうと考えたからである。

不可侵条約で想定されていたポーランドの分割案と実際

かたやドイツ政府は数ヶ月にわたって、イギリスとフランスとの政治協定よりもよい条件を出せることをソビエト政府に密かに提案していた。ソ連は3国との交渉が同時に進んでいる最中に、ナチス・ドイツと経済協定を結ぶための議論を始めた。1939年7月の終わりから8月上旬にかけて、ソビエトとドイツは計画されていた経済協定の締結に向けて細部の詰めをほぼ完了し、将来的な政治協定についても具体的に取りかかりはじめた。1939年8月19日、ドイツとソビエトは、経済における相互理解を図り、ソ連の資源をドイツの武器、軍事技術、民生品と交換する独ソ通商協定を締結した。その2日後、ソ連は3国間の軍事対話を中止している。8月24日、ソ連とドイツは経済協定や不可侵条約を含む、政治および軍事的な協定を調印した。後者の協定は相互の不可侵をうたうとともに、ヨーロッパの北と東をそれぞれドイツとソビエトの勢力圏に置くことに合意した秘密の議定書が付随していた。当初ソ連側とされたのは、ラトビア、エストニア、フィンランドであった。ドイツとソ連はポーランドに関しては分割する予定で、ピサ川とナレフ川、ヴィスワ川、サン川の東側で線を引き、そこまでがソ連のものになる予定であった。この協定によって、ソビエト連邦には侵攻作戦に参加する機会が生まれ、また1921年の平和条約で割譲した領土を取り戻す好機がもたらされた。ソ連はアドルフ・ヒトラーとの衝突を避けたまま、ポーランドの東半分全体をウクライナとベラルーシ共和国に組み込むことが可能になった。
ドイツとソビエトが条約を締結した翌日、フランスとイギリスの軍事使節団はソビエトの交渉役であったクリメント・ヴォロシロフに早急な会合を開くように要求した。8月25日、ヴォロシロフは彼らに対してこう語った。「政情が変わった以上、このまま対話を続けることで得られるものは存在しない」。同じ日に、イギリスとポーランドは相互援助条約を締結した。これにより、イギリスはポーランドの独立を保証するとともに、その防衛に責任を負うことになった。

### ノモンハン事件
モスクワでは、9月14日から日本の東郷茂徳駐ソ特命全権大使とソ連のヴャチェスラフ・モロトフ外務大臣との間で、5月に勃発したノモンハン事件の停戦交渉が進められていた。ソ連側は有利に戦争を進めており当初は強硬な姿勢で交渉に臨んでいたが、モスクワに前線方面軍司令シュテルンから、「日本軍が4個師団以上の大兵力を集結させ、どんなに犠牲を払っても8月の敗戦の報復に出るべく準備を進めている」との報告が挙がっており、ソ連側は日本軍が攻勢に転じれば、今までの戦闘経過から見てかなり長期の消耗戦になると懸念していた。
ソ連はこの後にドイツとの密約によるポーランド侵攻を計画しており、ノモンハンとポーランドの二方面作戦は回避したく停戦を急ぐ必要があった。当時のソ連はポーランド侵攻の密約の他にも、フィンランドやトルコへの進出を計画しており、各地で頻発する紛争事件を抱えてモロトフは疲労困憊（）していた。そこでスターリンからの決裁を得て、9月15日に停戦合意に至った。これにより日本との戦いの心配もなくなった。

## ドイツによるポーランド侵攻
ヒトラーは来る紛争に英仏が干渉してくることを避けるべく、1939年8月26日にはドイツ国防軍を将来的にイギリスでも運用できるようにする計画を立てていた。8月29日の夜、ドイツ外相リッベントロップは駐独イギリス大使のネヴィル・ヘンダーソンにポーランドで平和が保証されるための条件を一覧にして手渡した。それによると、ポーランドはダンツィヒ（グダニスク）をドイツに譲り渡し、ポーランド回廊の帰属をめぐって1年以内に住民投票を行わなければならなかった（1918年1月の時点で同地に居住していたすべてのドイツ人に投票権が与えられた）。8月30日にポーランド大使のリプスキがリッベントロップに面会したが、彼はこの種の書類には署名する権限がないと伝えたため、リッベントロップはこれを取り合わなかった。ドイツはポーランドが提案を拒否し、交渉は終了したという声明を発表した。8月31日には、両国の国境付近でドイツ軍の兵士がポーランド軍を装ってグライヴィッツ事件を起こした。翌朝、ヒトラーは9月1日4時45分をもってポーランドに宣戦を布告した。

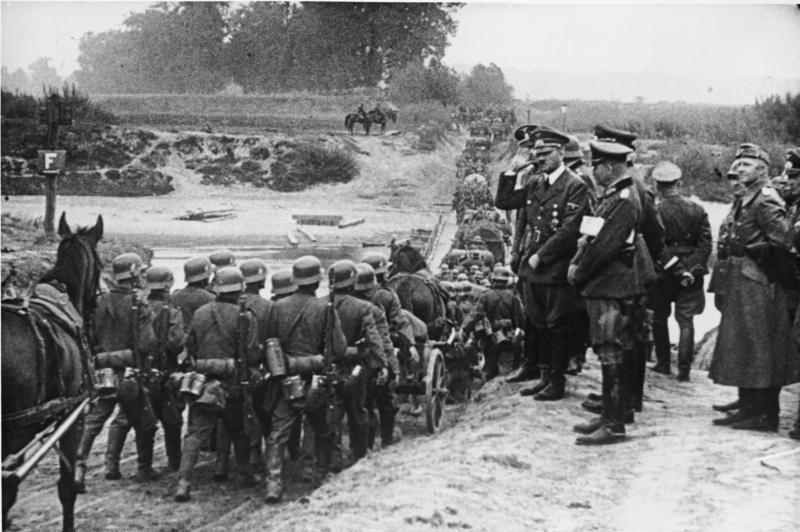
1939年9月、ポーランドへ進軍する兵士を見守るヒトラー

ポーランドの同盟国も9月3日にドイツに宣戦布告を行ったが、有効な支援を行ったとは言い難かった。国境付近の小競り合いではポーランドが上手く立ち回ったが、ドイツ軍の技術的、戦術的、数的な優位は動かしがたく、ポーランド軍は国境からワルシャワ、ルヴフまでの撤退を余儀なくされた。9月10日、ポーランド軍総司令官のエドヴァルト・リッツ＝シミグウィ元帥は、南東のルーマニア橋頭堡への総退却の指示を下した。ポーランドへ侵攻した直後から、ナチスの指導者層はソビエトに対して互いに合意した役割を果たし、東からポーランドへの攻撃を加えるように要請していた。ソ連外相のモロトフと駐モスクワドイツ大使シューレンブルクはこの問題について連絡とりあったが、それでもなおソビエトはポーランド東部への侵攻を先送りにした。ソビエトは日本とも国境紛争を抱える中で、極東でも重大な局面を迎えており、その対応に追われていた。赤軍を動かすまで時間を稼ぐ必要があり、また動かずともポーランドが崩壊してしまうのを待っていれば外交的なアドバンテージが稼げるとみていたのである。

9月14日、ポーランドの破綻が近づくと、ソビエトはポーランドについて脅迫的な声明を出し始めた。宣戦布告がされないまま始まっていたソビエト連邦と大日本帝国の衝突（ハルハ河戦争）も、9月15日のモロトフと東郷の和平交渉妥結を経て、9月16日には停戦状態となった。9月17日、モロトフは駐モスクワポーランド大使のグリズボウスキに宣戦布告を行っている。
ポーランドの首都としてのワルシャワはすでに存在しない。ポーランド政府はすでに崩壊して、その息の根は絶えた。これはつまり、ポーランドという国家および政府は事実上消滅したということである。ソビエト連邦とポーランドの間で結ばれた協定についても、同じように無効になったということだ。放任主義のもとで統率力も失ったポーランドは、それにふさわしくあらゆる種類の危険と驚異に満ちた土地となる。これらはソビエト連邦にとっての脅威を構成しうる。以上の理由から、従前は中立であったソビエト政府も、もはやこうした事実について中立的な態度をとることはできない…。かかる状況にかんがみ、ソビエト政府は赤軍の最高司令部に指示し、国境を越えて部隊を出動し、西ウクライナと西ベラルーシの市民の生命と財産の保護を行わせる― ソビエト連邦外務人民委員V.モロトフ　1939年9月17日
モロトフはラジオ放送を通じてソ連とポーランドの間で結ばれたあらゆる条約はもはや無効であると宣言し、ポーランド政府は国民を見捨て、実質的に消滅したと述べた。そしてこの日、赤軍がポーランドの国境を越えた。

## ソビエト連邦によるポーランド侵攻
1939年9月17日の朝の時点で、ポーランドの行政機能は東部の6県でいまだ健在であり、一部の地域に限れば機能している県も5つあった。東部ポーランドでは1939年9月の半ばまで学校も開校されていた。ポーランド軍は部隊を2つのエリアに集中させていた。つまり、南部（トマシュフ・ルベルスキ、ザモシチ、ルヴフ）と中央（ワルシャワ、モドリン、ブズラ川流域）である。ポーランド軍の頑強な抵抗を受け、燃料も不足しがちになったことで、優勢だったドイツ軍は手詰まりに陥り、ポーランド東部の戦線（アウグストゥフ – グロドノ – ビャウィストク – コブリン – コーヴェリ – ジュウキェフ  – ジダチフ – ストルイ – トゥルカ）は膠着状態になっていた。ポーランドのおよそ3分の1の地域では鉄道も止まっておらず、隣接する5か国（リトアニア、ラトヴィア、ソビエト連邦、ルーマニア、ハンガリー）を目指して人と貨物の輸送が続いていた。ピンスクではワルシャワから移転してきたPZLの工場で、中型爆撃機P.37ウォシの製造が進んでいた。フランス海軍はポーランドでの戦闘に向けて、ルーマニアの港湾都市コンスタンツァにルノーR35を輸送中であった。射撃装置を備えた別の艦船も直前にマルセイユを出発していた。全体では、物資を搭載したフランスの艦船17隻がルーマニアに向かっており、戦車50台、航空機20機、大量の銃弾と爆薬が届けられるところだった。ワルシャワ、ルヴフ、ウィルノー、グロドノ、ルーツィク、タルノーポリといった主要都市はなおもポーランドが押さえていた（ルブリンは9月18日にドイツに占領された）。レシェク・モチュルスキーによると、このときまだポーランド軍はおよそ75万人の兵士を抱えており（ポーランド人の歴史学者チェスワフ・グジェラクとヘンリク・スタンチェクは65万人と主張している）、26個の歩兵師団と2個の機械化旅団を有していた。後者の1つであるワルシャワ機械化装甲旅団はいまだ戦闘に参加しておらず、9月14日にクラクフ軍と合流するため南下を開始していた。
ポーランド軍は何週にもわたる戦闘で疲弊していたものの、いまだドイツ軍にとっては侮れない戦力だった。モチュルスキーが書いているように、1939年9月17日の時点では、ポーランド軍はヨーロッパでも有数の規模であり、ドイツ国防軍と長期にわたって戦闘が可能なほど強力な組織だった。バラノヴィチ – ルニネツ – ルブネの戦線には、ポーランド北東部からルーマニア橋頭堡に向けて兵士と物資の鉄道輸送が昼夜を徹して続いていた（ヤロスラフ・ザフラン大佐率いる第35予備歩兵師団やボフダン・フレヴィッツ大佐の通称「グロドノ・グループ」("Grupa grodzieńska"）などである）。そして、9月作戦において2番目に大きな戦闘となったトマシュフ・ルベルスキの戦いが、ソ連がポーランドに侵攻してきた日に始まっていた。レシュク・モチュルスキーによると、約25万人のポーランド兵が中央部で戦闘に加わり、35万人がルーマニア橋頭堡、35,000がポリーシャ北部の防衛に備えていた。10,000がヘルやグディニャなどバルト海沿岸の都市で戦闘を行っていた。ワルシャワ、モドリン、ブズラ、ザモシチ、ルヴフ、トマシュフ・ルベルスキなどの地域でも戦闘が継続しており、ドイツ軍のほとんどの師団にはそこまで後退するように指令が出された。ポーランド政府が支配権を維持している地域は14万平方キロメートルほどで、ダウダガヴァからカルパチア山脈まで幅にしておよそ200キロメートル、長さ950キロメートルの一帯であった。ドイツ空軍の爆撃を受けて9月16日にはポーランドのラジオ放送局バラノヴィチとウィルノーは機能不全に陥ったが、ルヴフとワルシャワ第二は9月17日にはまだ放送中であった。

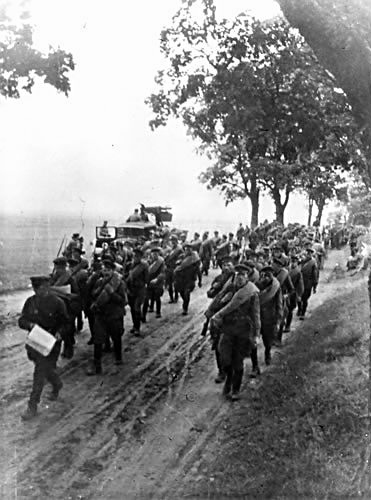
1939年のポーランド侵攻のため進軍するソビエト連邦の赤軍

### 両陣営の兵力
ポーランド東部に侵入した赤軍は、45万から100万の兵を擁する7個の野戦軍を2つの戦線に分けた。二等軍司令官ミハイル・コワリョフはベラルーシ側から、一等軍司令官セミョーン・ティモシェンコはウクライナ側からの侵攻作戦を指揮した。
ポーランドの防衛計画である「プラン・ザフト」（西方計画）では、ソ連はドイツとの紛争中は中立を維持するはずだった。結果的にポーランド軍の司令部は、ドイツの侵攻に対抗するために兵力のほとんどを西方で運用していた。このとき東の国境を守備するポーランド国境防衛隊は2万人足らずで20個大隊にも満たなかった。9月17日に赤軍が侵攻してきた当時、ポーランド軍はルーマニア橋頭堡に向けた撤退戦を強いられていたが、そこまで引いて再結集した後に、イギリスとフランスの救援を待つことになっていた。

### 軍事作戦

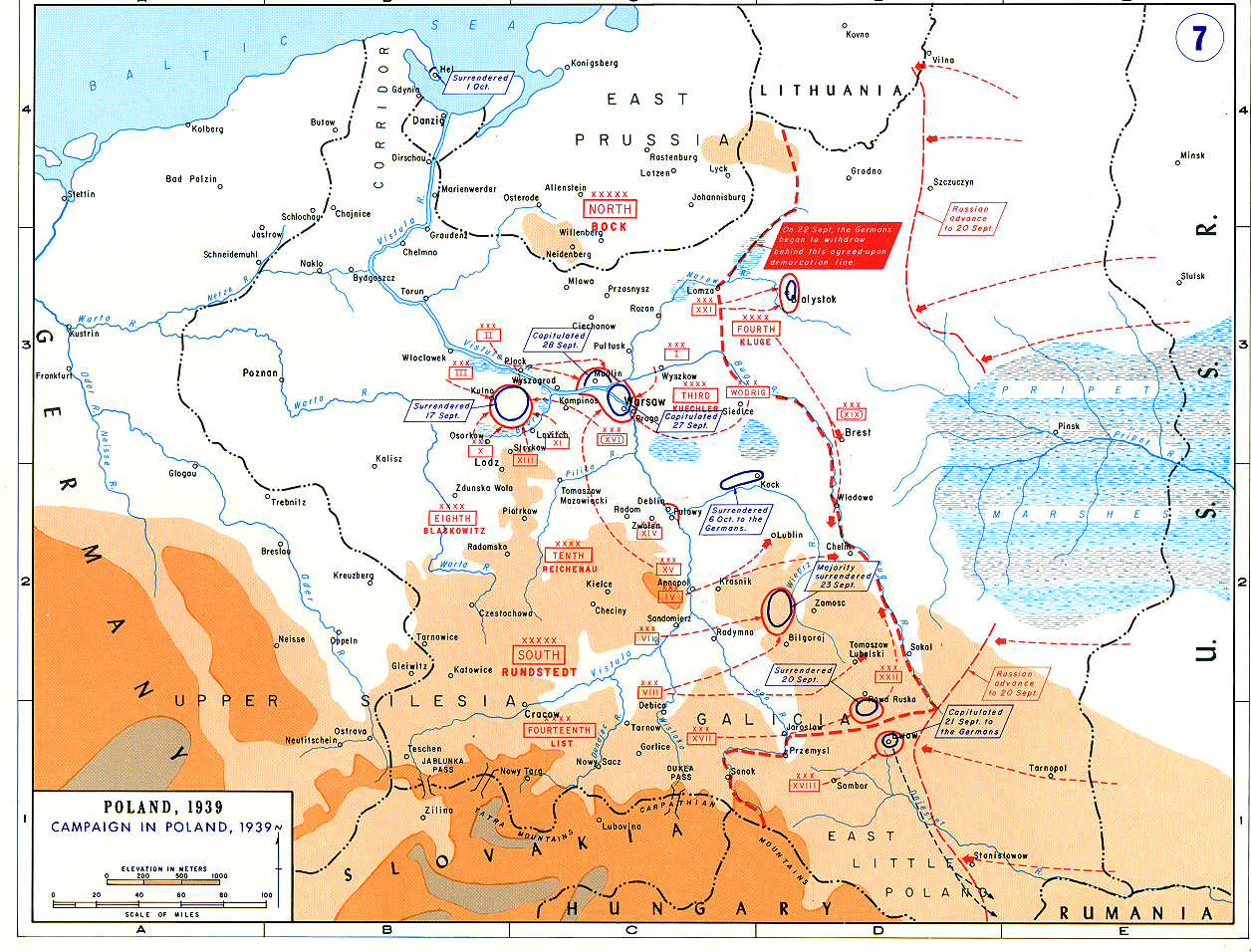
ソビエト侵攻後の全部隊の配置図

交戦状態の初期には、ポーランドの各都市やウクライナのドゥブノ、ルーツィク、ヴォロディームィル＝ヴォルィーンシキーなどでは、赤軍がドイツ軍との戦闘に赴いているものだと信じて疑わず、彼らの平和な行軍を許していた。ポーランド軍の総司令官ユリウシュ・ルンメルは独断で命令を出し、手遅れになる前に彼らを同盟軍として扱うようにと指示していた。ソビエト政府はこの軍事行動がポーランド東部に住むウクライナ人とベラルーシ人を保護するためのものであると宣言した。ソ連のプロパガンダによれば、ポーランドはナチス・ドイツの攻撃を浴びてその政府が崩壊し、自国民の安全を守ることがもはやできなくなっていたからであった。敵軍が迫る第二戦線で、ポーランド政府はルーマニア橋頭堡の防衛はもはや不可能であると判断し、全軍に当時中立であったルーマニアへ緊急避難するよう命じた。
ソ連の侵攻を受けて、はじめリッツ＝シミグウィは東部国境部隊に交戦命令を出すことにこだわっていたが、首相のスクワトコフスキと大統領のモシチツキに説得されてそれをあきらめた。9月17日の午前4時、リッツ＝シミグウィはポーランド軍に自衛ための戦闘を除いてソ連軍とは交戦せずに退却することを命じた。しかし、ドイツ軍の侵攻によりポーランド側の通信システムは壊滅的な被害を受けており、指揮系統に問題が生じていた。その混乱により国境付近ではポーランド軍とソ連軍の衝突が起こった。ヴィルヘルム・オルリク＝リュッケマンは9月30日に国境防衛隊の指揮をとったが、着任してから一度も中央から指示を受けることはなかった。そのため彼とその部下は10月1日に部隊が解散するまでソ連軍と積極的に交戦を行った。
ポーランド政府は降伏や和平交渉を拒否して、全軍にポーランドからの退避を命じ、フランスでの立て直しを図ろうとした。ソ連の侵攻が始まった翌日、ポーランド首脳部は国境を越えてルーマニアに入り、各部隊もルーマニア橋頭堡の一帯に向かう作戦を開始した。ドイツ軍の側面攻撃をしのぎ、一方でソ連軍とも時に小競り合いをしながらも移動は続いた。退避命令が出てから数日後、ドイツ軍はトマシュフ・ルベルスキの戦闘で、ポーランドのクラクフ軍とルブリン軍を打ち破った。

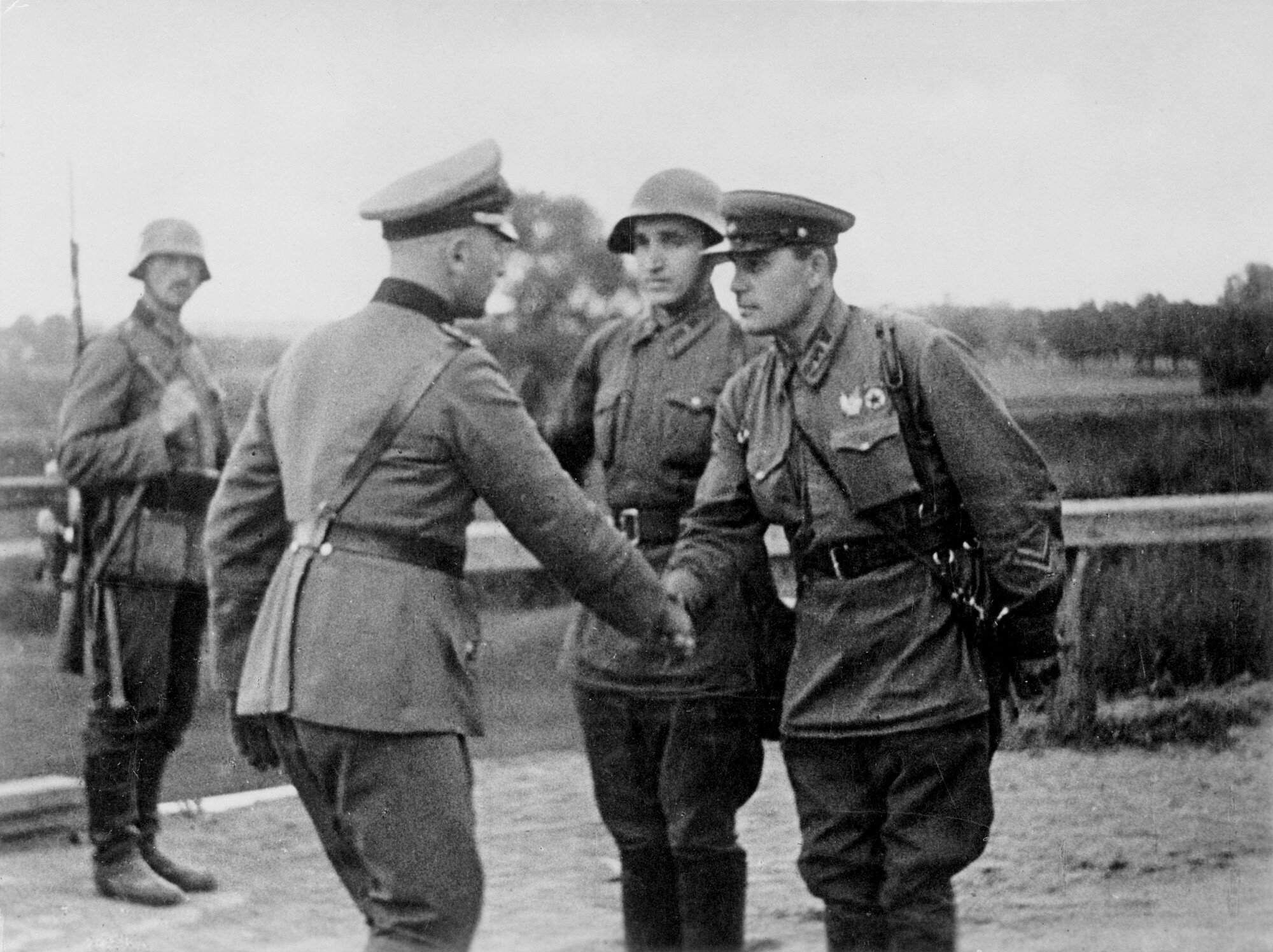
侵攻後に握手を交わす独ソの将校

ソビエトの部隊は反対方向からやってきたドイツ軍と何度も遭遇した。戦場では両軍による共同作戦として有名な出来事がいくつも起こった。ドイツ国防軍は9月17日にブジェシチ・リテフスキの戦いによって占領していたブレスト要塞をソビエト第29戦車旅団に開放した。ドイツ軍大将のハインツ・グデーリアンとソ連軍准将のセミョーン・クリヴォシェインはこの町で共同の軍事パレードを行ったのである。リヴィウは、ドイツが占領作戦をソビエト連邦に移管した翌日の9月22日に降伏した。ウィルノーは2日間の戦闘ののち9月19日に、グロドノは4日間の戦闘ののち9月24日に、それぞれソビエト連邦軍に占領された。9月28日には、ソ連の赤軍はナレフ、ブク、ヴィスワ、サンという河川で線が引かれる地域まで到達した。そこがあらかじめドイツと取り決めていた国境線であった。
9月28日のシャツクの戦いではポーランドが戦術的な勝利をおさめたものの、紛争を全体としてみたときの勝敗について議論の余地はなかった。志願兵、民兵、撤退してきた部隊が再編成をして首都ワルシャワでドイツ軍と対峙したものの、それも9月28日までで、ワルシャワ北部のモドリン要塞は16日間の激しい戦闘の末に降伏した。10月1日、ソ連軍はビティチュノでの戦いに勝利しポーランドの部隊を森に駆逐したが、これが一連の軍事作戦におけるほぼ最後の直接的対決であった。孤立したポーランド軍の駐屯地のいくつかは、包囲後もしばらくその守りを解かなかった。要塞化されたサルニの町などがその典型で、9月25日まで持ちこたえている。降伏間近のポーランド軍で編成された最後の実働部隊がフランチシェック・クレーベルク准将率いる独立作戦集団ポレシエであった。そのクレーベルクも4日間のコックの戦いを経た10月6日に降伏し、九月作戦は成功裏に終わった。10月31日にモロトフは最高会議に次のような報告を行っている。「ドイツ軍、次いで赤軍による短期の攻勢は、このヴェルサイユ条約が生んだ雑種の子（Ублюдок）を跡形もなく消し去るに十分なものであった」

### ポーランド国内の反応

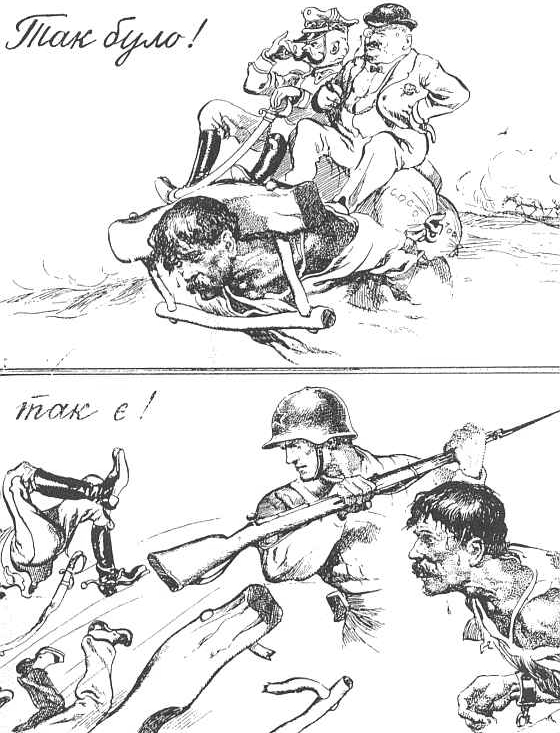
ポーランド人のくびきを受けるウクライナ人の農民と、赤軍による解放の二幕（ソビエト連邦のポスター）

民族的にはポーランド人でない国民の反応は状況をさらに複雑なものにした。ウクライナ人、ベラルーシ人、ユダヤ人はその多くが侵略してきた軍隊を歓迎した。この地の共産主義者も人を集めて、ブレストの東部の村で伝統的なスラブ人の作法であるパンと塩をふるまい赤軍を迎え入れた。そのために、2本の柱をトウヒの枝と花で飾って凱旋門のようなものもつくられた。赤い布に、ロシア語でソビエト連邦をたたえ赤軍を歓迎するスローガンが書かれた横断幕がこの門に掲げられた。レフ・メフリスも現地での反応についてスターリンへ報告を行い、西ウクライナの人々はソビエトを「真の解放者のように」歓迎していると述べている。ウクライナ民族主義者組織はポーランド人に対して反逆を開始し、共産主義者のパルチザンもスキデリなど地方ごとに組織的な蜂起を行った。

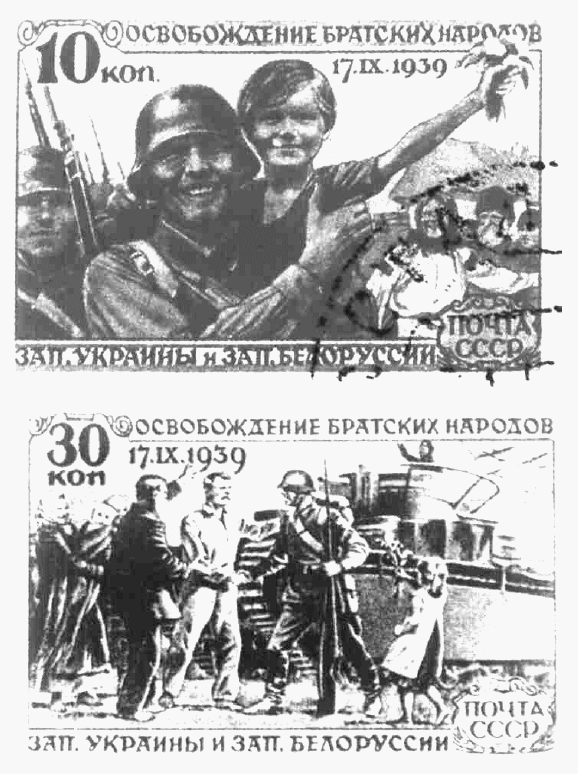
「1939年9月17日に親愛なる西ウクライナと西ベラルーシの人民は解放された」（ソビエト連邦の郵便切手、1940年）

### 国際社会の反応
ソ連の侵攻とポーランド東部の併合に対するフランスとイギリスの反応は薄かった。両国ともこのときはソビエト連邦との対立を予想しているわけでも望んでいるわけでもいなかったからである。1939年8月25日に締結されたポーランド＝イギリス共同防衛協定の条項では、ポーランドがヨーロッパの勢力に攻撃を受けた場合に、その支援を約束しているはずであった。しかし、この協定に付属していた秘密の議定書には、そのヨーロッパの勢力はドイツを指すものと明記されていた。ポーランド大使のエドヴァルト・ラチンスキがイギリス外相ハリファックス卿に協定の存在をただすと、ハリファックス卿はソビエト連邦に宣戦布告するかどうかはイギリスが決めることだとそっけなく答えた。イギリス首相のネヴィル・チェンバレンはポーランドの国家としての復活を国際社会に約束すべきだと考えたが、結局ただ一般的な非難の声明を出すに留まった。このスタンスには、イギリス流のバランスのとり方がよく表れていた。つまり、ソ連との貿易も含めた安全保障上の利害関係を視野にいれていたのである。いずれは戦争遂行にあたって協力関係を築くはずで、ドイツへの対抗策として将来的な英ソの同盟も可能性として残っていた。イギリス国内の世論は2つに割れていた。ポーランド侵攻に憤りをみせるものもいれば、ソ連がこの地域についておこなった主張は理解できるというものもいた。

フランスもまた航空支援を行うことなどをポーランドに対して約束していたが、それらは履行されなかった。フランスとポーランドの間の軍事同盟は1921年に調印され、それ以来改正もされていたが、フランス軍の上層部からは消極的な支持しかされていなかった。両国の関係は1920年代から1930年代の間に悪化していった。フランスの見解は、ドイツとソ連の連帯は強固なはずがなく、それに対して公然と糾弾したり対抗手段を取ることは、フランスにとってもポーランドにとっても最良の結果をもたらさないだろうというものだった。そしてソ連がポーランドに侵攻した以上、短期的にはフランスとイギリスがポーランドのためにできることは何もなく、その代わりに長期的な視野で勝利のための計画を練ることが求められた。9月上旬、フランスはおもむろにザール地方へ攻勢をかけようとしたが、ポーランドが敗勢になると10月4日にはマジノ線まで軍を後退させた。1939年10月1日、ウィンストン・チャーチルがラジオを通じて声明を出している。
…ロシアの軍隊がこの〔新たな〕国境線にいるのは、ナチスの脅威に対して自国の安全を保障するためには明らかに必要なことだからである。いずれにせよ、国境線は動くことはなく、ナチス・ドイツは東に前線が出来上がったことについていまさら非難することはできないだろう。リッベントロップ氏が先週モスクワに召喚されたのは、事実を学び、事実を受け入れるためだ。つまりナチスがバルト諸国とウクライナについて描いている動きは、間違いなく行き止まりに通じているということを。

## 余波
1939年10月、モロトフはソビエト最高会議に作戦の遂行中に737人の死者、1,862人の負傷者が出たという被害の報告を行っている（ポーランド人の研究者は死者は3,000人余り、負傷者は8,000から10,000人程度と推計している）。一方でポーランド側は赤軍との戦闘で3,000人から7,000人の兵を失い、230,000人から450,000人の捕虜を出した。ソビエトは降伏時の条件をあまり守らなかった。ポーランド兵士に解放を約束しながら、武器を捨てたとたんに拘束する場合もあった。

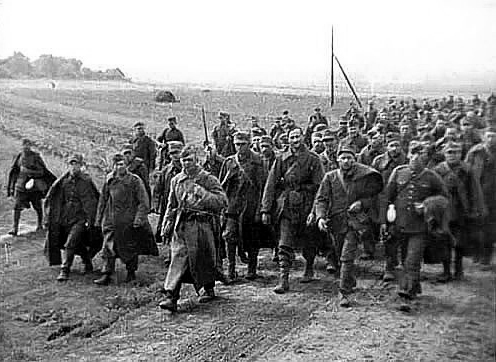
赤軍に捕獲されたポーランド軍の戦争捕虜

ソビエト連邦は侵攻を開始した時点でポーランドを国家として認識することをやめていた。両国とも通常の宣戦布告を行っていない。リッツ＝シミグウィも批判したように、このことは重大な結果をもたらした。ソ連は数万人におよぶポーランド人の戦争捕虜を殺害しており、中には軍事作戦が終わるのを待たずに処刑する例もみられた。9月24日、ソビエトはザモシチ近郊の村グラボビエツにあるポーランドの野戦病院で42人の職員と患者を殺している。9月28日には、シャツクの戦いで捕獲したポーランド人将校全員を処刑している。カティンでは、2万人を超える兵士と民間人が虐殺された。内務人民委員部による拷問も収容所を問わず大規模に行われたが、特に比較的規模の小さな町では激しかった。

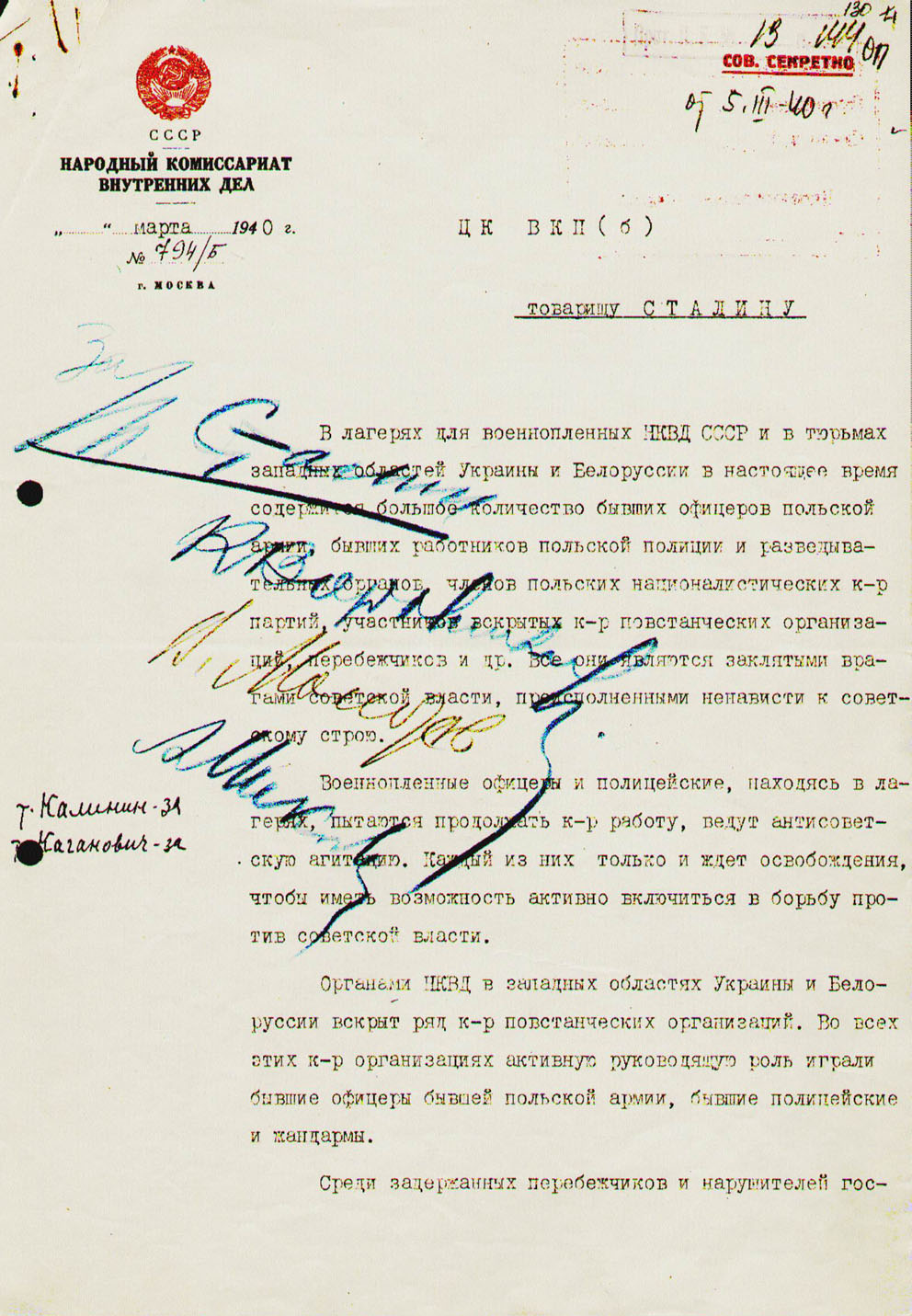
ポーランド人将校の大量処刑（カティンの森事件）について決定を下したソビエトの文書

ポーランドとソビエト連邦はシコルスキ=マイスキー協定を結んで1941年には国交を再開した。しかし、ポーランド政府が当時発見されたばかりのカティンの墓穴をソ連から独立して調査することを要求したため、1943年に再び外交は断絶した。その後のソ連はモスクワのワンダ・ワシレフスカヤが率いる、親ソビエト的なポーランド愛国者同盟をポーランド政府として連合国に認識させるべくロビー活動を行った。
1939年9月28日、ソビエト連邦とドイツは独ソ境界友好条約を調印し、モロトフ＝リッベントロップ協定の秘密条項の修正を行った。これにより、リトアニアはソ連の勢力圏におかれることになったが、ポーランド内の国境は東に移動し、ドイツの領土は広がった。第四次ポーランド分割とも表現されるこの取り決め後も、ソビエト連邦はピサ、ナレフ、西のブク、サンという各河川の東側にあたるポーランドの領土をほぼ全て獲得していた。この20万平方キロメートルほどの土地には、1,350万人のポーランド市民が暮らしていた。この取り決めによって引かれた国境は、1919年にイギリスによって提案されたカーゾン線とおおよそ一致しており、スターリンはテヘランやヤルタで行われた連合国との交渉においてうまくこの点を利用した。
赤軍はもともとナチスからポーランドを救うために参戦したと主張していたため、進軍した先の現地民に混乱を招いていた。彼らの出現はポーランドの地域社会やその首長には大きな驚きを与えた。ソビエト連邦の侵攻の対応策など教えられていなかったからである。ポーランド人とユダヤ人ははじめドイツよりソビエト政権のほうがましだと考えていた。しかし、時をおかずにソビエトのイデオロギーは地元社会に押し付けられた。例えば、ソ連はポーランド人の財産については私有と国有とを問わず、速やかにその没収と国有化、再分配を始めたのであった。併合から2年で、約10万人のポーランド市民が逮捕された。ソビエトの極秘資料についてアクセスする手段がなかったため、戦後も長年にわたってポーランド東部からシベリア送りになったポーランド人やソ連支配下で粛清された人数については、その多くを推測に頼っていた。研究者によってその数には大きな開きがあり、35万人から150万人がシベリアに追放され、25万人から100万人が亡くなったとされた。そのほとんどが民間人であった。1989年以降、ソビエトの情報公開が進むと、これまでの推計における下限の数字がおおむね正しいということがわかってきた。2009年8月、ソビエト連邦の侵攻から70周年となる年に、ポーランドの国家記銘院は研究の結果として、シベリアへ追放になった人間の推計を100万人から32万人に修正し、大戦中にソ連支配下で殺害されたポーランド人の数を15万人とすることを発表した。

### ベラルーシとウクライナ
新たに併合された領土には1,350万人が住んでおり、最後に行われたポーランドの国勢調査によれば、人口の38%（510万人）がポーランド人、37%（470万人）がウクライナ人、14.5%がベラルーシ人、8.4%がユダヤ人、0.9%がロシア人、0.6%がドイツ人であった。
10月26日、ベラルーシ人とウクライナ人の議員が選挙で生まれ、併合にうわべだけの正当性が与えられた。ポーランド国内におけるベラルーシ人とウクライナ人は政府のポーランド化政策のもとで急速に孤立しており、分離主義運動による迫害を被っていたため、ポーランド人の国家にほとんど忠誠心を持っていなかった。とはいえ、ベラルーシ人とウクライナ人が皆、ソビエト政権を信用していたかといえばそんなことはなかった。実際、貧困層はソビエトを歓迎する傾向にあったが、エリート層は再統合それ自体は支持しつつも、反対勢力にまわることが多かった。ソ連はあらゆる地域で集団化を強制し、西ベラルーシと西ウクライナにおけるソビエト化を急いだ。彼らはその過程で政党や公共団体を解散させ、容赦なくその指導者を「人民の敵」として投獄したり処刑した。ソビエト政権は、反ポーランド的なウクライナ民族主義者組織についても弾圧を行った。この組織は1920年代からポーランド政府に対して激しく抵抗していたが、その目的はウクライナを分割させることなく独立することであった。1939年の再統合はそれでもなおウクライナとベラルーシの歴史において決定的な意味を持つ出来事であった。なぜなら、1991年にソビエト連邦の崩壊を経て、ついに独立を達成する2つの共和国が生まれる契機となったからである。

## 共産主義と検閲の始まり
後に1939年の侵攻とその影響に関する様々な記述がソビエトの検閲の対象になった。政治局がもともとこの施策を「解放運動」と呼んでいた頃から、ソビエトにおける言論や出版物について、この基準は揺らぐことがなかった。不可侵条約に付随していた秘密議定書が復元されて西側メディアで出版されていたのにもかかわらず、何十年にもわたって、ソビエト連邦はこの議定書の存在を公式には否定する方針をとっていた。議定書の存在をソ連が正式に認めたのはようやく1989年のことである。検閲はポーランド共和国に関する言論にも適用された。それは、両国の共産主義政府によって強化された「ポーランドとソビエト連邦の友好関係」というイメージを守るためであった。1939年の軍事作戦に関する記述として唯一認められたのは、ベラルーシとウクライナの人民が再統合を果たし、「少数独裁的資本主義」からポーランド人民が解放されたものとして描く媒体だけだった。このテーマについて、当局はそれ以上の研究や教育をすることにきわめて抑圧的であった。この問題についてはさまざまな地下出版物が出回ったが、それは紙媒体に限らず、例えばヤツェク・カチマルスキのプロテストソング「九月のバラード」("Ballada wrześniowa")は1982年の歌である。
2009年にロシアのウラジーミル・プーチン首相は、ポーランドのゼタ・ヴィボルチャ紙に対して、1939年8月に締結されたモロトフ＝リッベントロップ協定は「背徳的」であったとする文章を寄せている。プーチンは2015年に今度はロシア連邦の大統領として次のように語った。「その意味で、私は文化相と意見を同じくしている〔ウラジーミル・メジンスキーは不可侵条約がスターリン外交の勝利だと賞賛していた〕。つまり、あの協定にはソビエト連邦の安全保障を確実なものにするという意義があった」。2016年、ロシア最高裁はブロガーのウラジーミル・ルズギンを有罪とした下級審の判決を支持した。1939年のポーランド侵攻は、ナチス・ドイツとソビエト連邦の共同の取り組みであったとする文章をソーシャルメディアに投稿し、「ナチズムの復権」を行ったというものだった。